# Košarka
Košarka je sport u kojem dva tima sastavljena od pet igrača koji pokušavaju ostvariti što više poena (bodova) ubacivanjem lopte kroz obruč koša pod organiziranim pravilima. Kada se to dogodi govori se o košu.
Do bodova se dolazi ubacivanjem lopte kroz obruč koša pod uvjetom da je lopta kroz obruč prošla odozgo. Momčad koja na kraju utakmice ostvari više bodova pobjednik je. Koš zabijen unutar luka vrijedi 2 boda, iza luka vrijedi 3 (trica), a slobodno bacanje vrijedi 1 bod. Loptom se upravlja njezinim odbacivanjem od podloge (dribling) ili međusobnim dodavanjem između suigrača. Tjelesni kontakt koji ometa igrača u igri nije dozvoljen (prekršaj). Postoje strogo određena pravila i načini na koje se lopta smije voditi.
Tijekom vremena košarka je razvila uobičajene tehnike pucanja, dodavanja i dribilinga, kao i pozicije igrača i napadački i obrambeni mehanizam. Dok se uobičajena natjecateljska košarka odvija pod strogim i točno određenim pravilima, razne vrste košarke učinile su košarku bližu igračima i s manjim brojem pravila. Košarka je jedan od najgledanijih sportova na svijetu.
Dok je natjecateljska košarka isključivo dvoranski sport koji se odvija na terenu za košarku, manje regulirane vrste košarke mogu se igrati i kao vanjski sport na podlogama različitim od parketa, koji je standard za natjecateljsku košarku.

## Povijest
U ranom prosincu 1891., doktor James Naismith, kanadski liječnik, na tadašnjem Sveučilištu McGill (danas Sveučilište Springfield), osmislio je sasvim novu dvoransku igru s namjerom zadržavanja kondicije svojih učenika tijekom dugih zima. Nakon odbijanja ideja objašnjenjem da su pregrube ili nepotpune, prilagodio je nekoliko sportova u jednu cjelinu i napisao je jednostavna pravila. Stavio je koš na visinu od 3.05 metara (10 stopa). Taj se koš razlikovao od današnjega po tome što je imao čvrsto dno, dok današnji koševi imaju mrežicu koja propušta loptu. Dok su koševi imali čvrsto dno, svaki put nakon postignutoga koša lopte su se morale izbijati iz koša. Naismithova nova igra bila je vrlo slična rukometu koji je nastao otprilike u isto vrijeme kao i košarka, krajem 19. stoljeća.
Ženska košarka počela je 1892. kada je Senda Berenson, profesorica tjelesnog odgoja, prilagodila Naismithova pravila ženama. Prva službena košarkaška utakmica održana je 20. siječnja 1892. u dvorani Gimnazije YMCA. Igralo se s devet igrača na terenu upola kraćem nego današnji NBA teren. Originalni naziv košarke na engleskom je basketball, a složenica je od riječi basket – koš i ball – lopta. Ime je Naismithu sugerirao jedan od njegovih učenika. Igra je bila popularna od samog početka.
Prvi igrači košarke bili su studenti Gimnazije YMCA. Kasnije se igra proširila na čitav SAD i Kanadu. Do 1896. godine postojale su i brojne ženske košarkaške momčadi, no poprilično gruba pravila i brojna publika odvratila su košarku od primarnog cilja YMCA, igre koja pomaže studentima da ostanu u formi. No, unatoč tome, prije Prvog svjetskog rata uspostavili su se brojni amaterski savezi s amaterskim klubovima, i to u SAD-u. 
Košarka se prvo igrala s nogometnom loptom. Prve lopte izrađene isključivo za košarku bile su smeđe, što je bila uobičajena boja sve do pedesetih 20. stoljeća kada je Paul Tony Hinkle, u potrazi za loptom koja bi bila uočljivija, u optjecaj uveo narančastu loptu, koja je i danas standardna.
Odbacivanje lopte od podloge (dribling) nije bilo predviđeno prvim pravilima. Predviđeno je bilo samo dodavanje lopte između suigrača odbacivanjem lopte od podloge. Dodavanje lopte bio je prvi primjer pomicanja lopte. Dribling je postupno našao put do košarke i postao dozvoljen, no nije se previše koristio zbog nepravilnoga oblika tadašnjih lopti i njihovog nepravilnoga odskoka. Tek je sredinom pedesetih dribling postao popularna metoda baratanja loptom, što je bilo uvjetovano poboljšanjem njenih svojstava za što je zadužan već spomenuti Paul Tony Hinkle.
Košarka, netball, odbojka i lacrosse jedini su sportovi s loptom koji su izmišljeni u državama Sjeverne Amerike. Druge igre poput bejzbola i kanadskog nogometa izmislili su Europljani, Azijci ili Afrikanci.

### Sveučilišna košarka i rane lige
James Naismith i Senda Berenson imali su presudnu ulogu u uspostavi sveučilišne košarke. Naismith je bio trener Sveučilišta Kansas šest godina prije prepuštanja mjesta treneru Phogu Allenu. Naismithov učenik Amos Alonzo Stagg predstavio je košarku Sveučilištu Chicago, dok je Adolph Rupp, Naismithov student u Kansasu, ostvario izvrsne uspjehe sa Sveučilištem Kentucky. 1892. godine i žene dobivaju prvi sveučilišni klub na Sveučilištu California. 21. ožujka 1893. odigrala se i prva utakmica između ženskih momčadi, Sveučilište California - Sveučilište Smith. Iste godine odigrale su se još brojne utakmice ženskih momčadi, a 1895. godine ženska sveučilišna košarka širi se i na druge savezne države SAD-a. Prva utakmica za žene između dva sveučilišta odigrana je 4. travnja 1896. između Sveučilišta Stanford i Sveučilišta Berkeley. Svaka momčad sastojala se od devet igračica, a rezultat je bio 2-1 za Stanford. Nakon uspjeha ženske sveučilišne košarke došlo je do uspostave brojnih muških momčadi. 1910., kada je košarka već bila popularan sport, tadašnjem američkom predsjedniku Rooseveltu predloženo je formiranje izvršnog tijela zbog čestih sudačkih nepoznavanja pravila. Na taj način nastao je Međusveučilišni savez (IAA).
Broj momčadi rastao je tijekom dvadesetih 20. stoljeća. Postojale su stotine muških momčadi u gradovima diljem SAD-a, dok je organizacija bila na vrlo niskoj razini. Igrači su se stalno premještali iz klubova, a mjesto odigravanja utakmica bile su zadimljene plesne dvorane. Momčadi su odigravale i do dvjesto utakmica godišnje na raznim natjecanjima. Košarka kod žena bila je bolje organizirana. Kada je 1905. Nacionalni košarkaški savez SAD-a za žene objavio pravila, u njima se spominjao broj igrača koji je varirao od šest do devet i broj službenih osoba (sudaca, kontrolora, delegata) kojih je obavezno moralo biti jedanaest. Međunarodna sportska federacija za žene uvrstila je 1924. godine košarku u svoje službene sportove. 1926. godine žene se natječu u amaterskoj ligi. Jedna ženska momčad Golden Cyclones natjecala se i protiv muških ekipa, i to po muškim pravilima. Do 1938. godine žene su promijenile sustav igre te su počele igrati sa šest igračica na terenu od dvije polovice, a ne tri, kako se do tada igralo. Prvi nacionalni turnir za muškarce održan je u New Yorku 1938.
Sveučilišna košarka raspadala se zbog kockarskih skandala koji su je potresali između 1948. i 1951. Desetci igrača optuživani su za namještanje utakmica. Slabilo je i izvršno tijelo koje je na kraju potpuno izgubilo kontrolu nad natjecanjima.

### Košarka na američkim koledžima
U prošlosti je većina američkih koledža bila veličinom i brojem učenika znatno manja nego današnji. Tijekom prvih desetljeća 20. stoljeća, košarka je postala iznimno popularan sport između školskih obveza zbog jednostavne opreme potrebne za igru. Prije pojave televizije i televizijskih prijenosa utakmica između koledža, popularnost košarke bila je neusporediva s bilo kojim drugim sportom u velikom dijelu SAD-a i manjem dijelu Kanade.
Danas doslovno svaki koledž u SAD-u ima svoj vlastiti košarkaški teren koji služi za utakmice između koledža. Popularnost košarke ostala je visoko i u ruralnim sredinama gdje je postala oličje samih zajednica. Studenti su nakon diplomiranja odlazili u profesionalne vode. U košarkaškoj sezoni 2003./2004., 1.002.797 studenata i studentica predstavljali su svoje koledže na natjecanjima. Države Illinois, Indiana i Kentucky poznate su po broju igrača koji nakon koledža idu u NBA. O tome je govorio i film pozdravljen od kritike, Hoosiers.

### National Basketball Association
1946. godine, National Basketball Association (hrv. Nacionalni košarkaški savez) uspostavljen je te je organizirao natjecanje za muške profesionalne klubove iz SAD-a i Kanade. Smisao saveza bio je povećavanje popularnosti košarke. Prva utakmica održana je u Torontu 1. studenoga 1946., a momčadi su bile Toronto Huskies i New York Knickerbockers. Drugi savez u SAD-u, Američki košarkaški savez, prijetio je narušavanjem popularnosti NBA sve do 1976. godine kada su se NBA i američki savez spojili. Danas je NBA najjača profesionalna košarkaška liga na svijetu po popularnosti, zaradom, talentu i razini natjecanja.
NBA je bila liga nekih košarkaških genijalaca uključujući: Georgea Mikana, prvog dominantnog big mana; Boba Cousyja, igrača s nevjerojatnom kontrolom lopte; Bill Russell, obrambenog genijalca; Wilta Chamberlaina, jedinog igrača koji je zabio sto koševa na jednoj utakmici; Kareema Abdul-Jabbara, igrača s najviše postignutih koševa u karijeri; Johna Stocktona, genijalnog razigravača, te naravno Michaela Jordana, prema brojnim stručnjacima, najpotpunijeg igrača svih vremena.
NBA ima i svoju žensku inačicu WNBA koja je započela 1997. Iako je početna sezona bila puna nesigurnosti, nekoliko igračica koje su igrale vrlo atraktivnu košarku spasile su cijeli projekt i podigle razinu popularnosti WNBA na višu razinu. Ostali ženski profesionalni sportovi u SAD-u su propali isključivo zbog popularnosti WNBA. 
2001. godine NBA je razvio i svoju pripremnu ligu, NBDL. Liga trenutačno ima petnaest klubova od sezone 2006./2007., nakon što joj je dodano još sedam klubova.

### Međunarodna košarka
Međunarodnu košarkašku federaciju (FIBA) uspostavilo je 1932. osam država koje su ujedno postale i prvih osam članica: Argentina, Grčka, Čehoslovačka, Italija, Latvija, Rumunjska, Portugal i Švicarska. U to vrijeme FIBA je okupljala samo amaterske igrače i momčadi što se vidjelo u imenu FIBA-e (pod slovom A - amateur). Danas FIBA logično okuplja najveći broj profesionalaca, ali je francuski akronim ostao nepromijenjen.
Košarka je ušla u program Olimpijskih igara na Igrama 1936., iako je demonstracijski turnir održan još na Igrama 1904. Na košarkaškim turnirima na Olimpijskim igrama dominirali su i još dominiraju Amerikanci koji nisu osvojili samo tri titule. Prvi poraz na Olimpijadi bio je u finalu Igara 1972. protiv SSSR-a. 1950. godine održano je prvo Svjetsko prvenstvo u košarci u Argentini, a 1953. su i žene dobile Svjetsko prvenstvo koje se održalo u Čileu. Ženska košarka je dodana u olimpijski program na Igrama 1976., a dominirale su Amerikanke.
FIBA je odbacila odvojenost natjecanja amatera i profesionalaca relativno kasne 1989. godine, a na Olimpijskim igrama 1992. profesionalcima je dozvoljen nastup. Dominacija SAD-a nastavljena je i pojavom njihovoga Dream Teama. Važno je napomenuti kako je SAD u finalu pobijedio hrvatsku reprezentaciju na čelu s Draženom Petrovićem. No, kako su i druge reprezentacije počele oslanjati se isključivo na profesionalce, dominacija SAD-a počela je opadati, da bi na SP-u 2002. završili na šestom mjestu, iza Jugoslavije, Argentine, Njemačke, Novog Zelanda i Španjolske. Na Olimpijskim igrama 2004. u Ateni dogodio se prvi poraz Dream Teama na Olimpijskim igrama od Portorika i Litve u grupnoj fazi natjecanja. Na kraju su osvojili treće mjesto pobijedivši Litvu u utakmici za treće mjesto. 
Košarkaški turniri održavaju se diljem svijeta za muškarce i žene bilo koje dobi. Globalna popularnost ovoga sporta očituje se brojem igrača raznih nacionalnosti u NBA. Igrači dolaze sa svih naseljenih kontinenata na Zemlji. Steve Nash je Kanađanin; Kobe Bryant je Amerikanac koji je proveo većinu svoje mladosti u Italiji; Dirk Nowitzki je iz Nijemac; Pau Gasol je Španjolac; Manu Ginobili je Argentinac... Košarka je postala globalni sport o čemu najbolje svjedoči podatak da je u najboljoj petorci na zadnja dva SP-a bio samo jedan Amerikanac, Carmelo Anthony na SP-u 2006.

## Pravila košarke
Mjere i trajanje napada najčešće variraju između turnira i organizacija; u ovom dijelu članka koriste se međunarodna i NBA pravila.
Smisao igre je premašiti broj koševa (poena) druge momčadi ubacivanjem lopte kroz obruč protivničkoga koša pod uvjetom da je lopta ušla kroz obruč bez da je prošla kroz donji dio obruča, već od iznad, te sprečavanje protivničke momčadi da ubaci loptu kroz koš momčadi koja se brani.Smiju se napravit 2 koraka treći korak su koraci. Pokušaj ubacivanja lopte kroz obruč (u koš) zove se udarac ili šut. Uspješan šut iz igre vrijedi dva poena ako je šut upućen na način da je zadnje mjesto na kojemu je šuter stajao bilo unutar luka polumjera 6.75 (do 2010./11. 6.25) metara u Europi, te 7.24 metara u NBA. Šut izvan toga luka vrijedi tri poena.

### Regulacije u igri
Utakmica se igra po četiri četvrtine od deset (međunarodna košarka) ili dvanaest minuta (NBA). Na sveučilištima se igraju dva poluvremena od 20 minuta, dok većina koledža igra četiri četvrtine od osam minuta. Veliki odmor nakon dvije četvrtine traje petnaest minuta, a odmor između dvije četvrtine traje dvije minute. Ako je igra neodlučena nakon četiri četvrtine igra se jedan produžetak od pet minuta. Ako je nakon jednog produžetka utakmica i dalje neodlučena, produžetci se nastavljaju dok se ne dobije pobjednik. Momčadi mijenjaju koševe nakon dvije odigrane četvrtine. Sat se pomiče dok je lopta u igri; kad je lopta izvan granica ili nije u aktivnoj igri, sat se zaustavlja. Upravo zbog toga utakmice traju otprilike dva sata, mnogo više od predviđenih 40 (međunarodna košarka) ili 48 minuta (NBA).
Na terenu u igri smije biti pet igrača jedne momčadi u isto vrijeme. Momčadi smiju imati maksimalno sedam zamjena. Zamjene se mogu obavljati neograničeno, ali samo kad je sat zaustavljen, tj. kad igra nije aktivna. Momčadi imaju trenera, koji najčešće razvija taktiku i strategiju momčadi, te ostalo osoblje koje također aktivno sudjeluje, no izvan terena (liječnici, pomoćni treneri, statističari).
I za žene i muškarce dres je isti. Standardni se dres sastoji od hlača koje u današnje vrijeme dosežu ispod koljena i majice bez rukava s jasno vidljivim brojem koji nema nitko drugi u momčadi, koji je otisnut i na prsima i leđima. Profesionalni košarkaši koriste specijalnu obuću s visokim đonom koji osiguravaju dodatnu potporu petama. Osim broja, na majicama se nalaze i imena kluba, igrača i sponzora.
Broj time-outova na utakmici ograničen je najčešće na šest. Traju po ne više od jedne minute, osim ako nije predviđeno da traju duže zbog televizijskog prijenosa. Utakmicu kontroliraju suci kojih je na jednoj utakmici četiri: glavni sudac, dva pomoćnika i jedan sudac za stolom, koji vodi brigu o broju postignutih koševa, osobnim pogreškama igrača, vremenu, strelici posjeda i vremenu napada.

### Oprema
Jedina oprema koja je prijeko potrebna za odigravanje košarkaške utakmice su lopta i ravni pravokutni teren s koševima na suprotnim krajevima terena. Košarka na natjecateljskoj razini zahtijeva više opreme kao sat, tablu s rezultatom, alternativne strelice posjeda, te operativni sustav na konstrukciji koša sa sirenom.
Regularni košarkaški teren za međunarodnu košarku ima mjere 28x15 metara, a u NBA 29x15 metara. Većina terena ima parket izrađen od drva. Željezni koš s tablom, mrežom i obručom visi 1.2 metara unutar terena po sredini s visinom gornjeg obruča od 3.05 metara. Ove mjere gotovo su identične u svim ligama na svijetu. Dok dimenzije terena ili table na košu mogu varirati bez pretjeranoga učinka, vrlo je važno da obruč bude na točnoj visini od 3.05 metara. Čak i maleno odstojanje od nekoliko centimetara, pa čak i milimetara, može imati veliki učinak na uspješnost šuteva.

### Prekršaji pravila
Lopta se smije voditi prema košu njenim pucanjem (šutom), dodavanjem između igrača, njenim bacanjem, guranjem, kotrljanjem ili driblingom (odbacujući loptu od poda prilikom trčanja).
Lopta mora ostati unutar terena; momčad koja zadnja dodirne loptu prije nego što ona dodirne graničnu crtu terena ili ju prijeđe gubi posjed nad loptom. Igrač koji se kreće s loptom (koju drži objema rukama) ne smije pomaknuti obje noge dok dribla (vodi loptu), inače se sude koraci, ne smije loptu uhvatiti objema rukama niti driblati s objema rukama, inače se sudi duplo vođenje. Ruka igrača ne smije biti ispod lopte dok dribla, inače se sudi nošena lopta. Momčad koja ima posjed lopte u napadačkom dijelu terena ne smije vratiti loptu u obrambeni dio terena. Lopta se ne smije udariti šakom. Ako se igrač ogluši o neko od ovih pravila dok je njegova momčad u napadu, momčad gubi loptu; ako se momčad branila, napad se ponavlja od početka.
Postoje ograničenja koja se odnose na: vrijeme dozvoljeno da lopta u posjedu neke momčadi prijeđe iz obrambenog u napadački dio terena (osam sekundi); maksimalno dozvoljenom vremenu koje može proći bez da lopta u posjedu momčadi dodirne obruč protivničkog koša (24 sekunde); držanju lopte bez driblanja (vođenja lopte) dok je igrač u posjedu lopte (pet sekundi), te zadržavanju u reketu, mjestu ispod koša (tri sekunde). Ova pravila su uvedena da natjeraju momčad na napad.
Igrač ne smije ometati koš dirajući bilo koji dio konstrukcije koša niti dirati loptu koja je u silaznoj putanji nakon upućenoga šuta protivnika prema košu, te ne smije dirati loptu koja je na obruču (u NBA se ne smije dirati niti lopta koja je okomito iznad obruča). Ako se neki igrač koji brani svoj koš ogluši na ovo pravilo, radi se o goaltendingu, tj. udarac koji je uputio protivnik smatra se uspješnim. Ako neki igrač puca prema košu, a njegov suigrač ogluši se na neko od ovih pravila, napad se prekida, te lopta prelazi u posjed momčadi koja se u tom napadu branila.

### Prekršaj (faul)
Glavni članci: Osobna pogreška, Tehnička pogreška
Pokušaj da se protivnika nesportski ošteti preko tjelesnog kontakta nije dozvoljen i naziva se prekršaj (faul). Prekršaje najviše čine igrači momčadi koja se brani, no učestali su i prekršaji u napadu (igrači momčadi koja napada). Igrači na kojima je prekršaj napravljen ili dobivaju loptu da je ubace sa strane ili pucaju slobodno bacanje ako su faulirani prilikom šuta ili je momčad koja je napravila prekršaj iskoristila bonus. Jedan poen se dodjeljuje momčadi čiji igrač ubaci loptu na slobodnom bacanju, koji se izvodi iza linije udaljene od koša 4.5 metara. Igračima je dozvoljeno pucati slobodno bacanje i iza linije, no unutar kruga koji je jasno ucrtan na slici desno. Najbolji primjer za takvo izvođenje slobodnjaka bio je Nick Van Exel koji je izvodio slobodna bacanja metar iza linije.
Većina sudaca zna improvizirati u svojim odlukama, npr. u situacijama kada nema očitog prekršaja, a sudac misli kako se radi o nesportskom oštećivanju protivnika. No, sudac može i previdjeti prekršaj, bilo namjerno ili slučajno. Kriteriji sudaca variraju između utakmica, liga, natjecanja, no najviše između samih sudaca.
Igraču ili treneru koji pokaže nesportsko ponašanje npr. svađanjem sa sucem ili tučom s drugim igračem, može se dodijeliti tehnička pogreška. Kada se tehnička pogreška dodijeli, protivničkoj momčadi se dodjeljuju dva slobodna bacanja i posjed, iako i ovo pravilo varira između natjecanja.
Ponovljeni incidenti mogu rezultirati isključenjem. Težak prekršaj koji igrač napravi s namjerom izravnoga ometanja igre i protivnika bez namjere igranja loptom, naziva se namjerni prekršaj (eng. flagrant foul). Kada dođe do namjernoga prekršaja kazna je teža; sudac smije i izbaciti krivca za prekršaj iz igre, ako je to po mišljenju suca potrebno. 
Ako momčad prijeđe dozvoljeni broj prekršaja u periodu utakmice (četvrtini ili poluvremenu), koji iznosi četiri, protivničkoj momčadi dozvoljeno je pucanje jednog ili dva slobodna udarca (ovisno o pravilima natjecanja) nakon svakoga idućega prekršaja. Igraču koji napravi pet (međunarodna košarka) ili šest prekršaja (NBA), uključujući tehničke pogreške, nije dozvoljen nastavak utakmice, te se isti igrač mora udaljiti s terena. Kaže se da je igrač fouled out.

## Uobičajene tehnike i potezi

### Pozicije i taktike
Iako košarkaška pravila ni na jedan način ne određuju pozicije u košarci, one su se razvile kao osnovni i prijeko potrebni dio košarke. Tijekom prvih pet desetljeća razvitka košarke koristila su se dva guarda, krila i centar. Od osamdesetih 20. stoljeća u petorci koja nastupa na terenu svaki igrač ima drugačiju ulogu:
- razigravač (point guard, razigravač, jedinica): organizira napad čitave momčadi kontroliranjem lopte i njenim pravilnim upućivanjem suigraču u prilici;
- šuter (dvica, duja): šuter je igrač koji puca prema košu najviše u utakmici i od kojega se očekuje uspješno izvršavanje tih šuteva, dok se u obrani šuter brine za najboljeg protivničkog pucaća dalekometnih šuteva;
- krilo (trica): krilo je zaduženo za ostvarivanje poena dalekometnim šutevima s krila ili probijanjem po krilu prema košu, dok se u obrani krilo prvenstveno brine za obrambene skokove i oduzimanja lopti protivnicima, iako može ponekad igra i aktivniju ulogu u obrani;
- krilni centar (mali centar, četvorka): igra napadački često leđima okrenut prema košu zbog lakšeg primanja lopte od suigrača, dok se u obrani bori protiv protivničkog krilnog centra (man-to-man obrana) ili čuva koš, tj. smješten je ispod koša (u zonskoj obrani);
- centar (petica): koristi masu i visinu za zabijanje koševa u napadu, dok u obrani igra ispod koša s namjerom zaustavljanja prodora protivnika prema košu.

Iznad opisana mjesta i pozicije igrača su fleksibilni. Ponekad će momčad koristiti napad sa tri šutera, kod koje se krilni centar ili centar zamjenjuju jednim šuterom. U igri se najviše na svojim pozicijama izmjenjuju razigravač i šuter, pogotovo ako ti igrači imaju istančan osjećaj za vođenje igre i driblanje loptom.
Dvije su osnovne obrane u košarci: zonska obrana i man-to-man. Kod zonske obrane svi igrači blokiraju bilo kojeg protivničkog igrača koji pokuša probiti zonu (naime, obrambeni igrači su raspoređeni oko reketa). U man-to-man obrani svaki igrač pazi igrača koji mu je unaprijed određen taktikom i strategijom trenera. Naravno, postoje brojne varijacije i u obranama.
Napadačke strategije variraju više od obrambenih strategija. Uobičajena strategija u napadu je dodavanje lopte slobodnom igraču i kretanje igrača bez lopte u poziciju za zabijanje koševa. Brzo kretanje napadačkog igrača koji je bez lopte naziva se cut (rezanje). Dozvoljeni način da se protivnička obrana onesposobi na način da se tijelom zaštiti razigravač napadačke momčadi je screen ili pick, što se u hrvatskom jeziku jednostavno prevodi kao blok. Igrač koji tijelom blokira braniča ne smije se micati, jer u protivnom momčad koja napada gubi posjed lopte. Čitava strategija se razvila iz bloka - pick and roll - u kojem igrač radi blok i omogućuje svom razigravaču napredak prema protivničkom košu. Momčadi imaju spremljene strategije koje se dogovaraju na treninzima, sve u svrhu nepredvidljivosti poteza momčadi u napadu. Za odabiranje strategije najčešće je zadužen razigravač.
Obrambene i napadačke strategije i pozicije predmet su gotovo svakoga time-outa kojeg treneri uzimaju. Razlog za to je najčešće neučinkovitost pojedine strategije i prelazak na novu strategiju, za koju trener vjeruje da će donijeti više uspjeha u napadu momčadi.

### Šut
Šutiranje je čin u košarci kojim se lopta pokušava ubaciti kroz obruč, dakle u koš. Dok metode zabijanja koševa variraju od igrača do igrača i situacija, najčešće tehnike su navedene ispod.
Igrač bi trebao biti okrenut licem prema košu s nogama raširenima do širine ramena, koljenima lagano savijenima i ravnim leđima. Igrač drži loptu prstima u dominantnijoj (jačoj) ruci malo iznad glave, dok slabija ruka igraču koristi za pridržavanje lopte. Za ciljanje prema košu igračev lakat mora biti pod pravim kutom, a dlan okrenut prema košu. Lopta se puca na način da se koljena prvo saviju, a zatim izravnaju, dok se ruka kojom se puca također izravnava; lopta se ispušta iz dlana nakon što dlan napravi potpuni pokret prema dolje. Kada se zaustavi ruka kojom se puca nakon ispuštanja lopte, to se naziva follow-through, a koristi se za postizanje veće preciznosti. Slabija ruka prilikom šuta služi samo za pridržavanje lopte i njeno bolje usmjeravanje prema košu, ne za pojačavanje šuta.
Igrači često pokušavaju zavrtiti loptu prema nazad (backspin) s namjerom ublažavanja njenog učinka na obruč. Idealna putanja varira, no većina trenera savjetuje igračima luk. Igrači pucaju najčešće izravno u koš (unutar obruča), no uvelike se koristi i tabla za preusmjeravanje lopte u koš i postizanje šuta
Dva najčešća udarca su udarac s mjesta (opisan iznad) i skok-šut. Šut s mjesta se izvodi s mjesta iz uspravne pozicije, te oba stopala čvrsto stoje na podu. Ovakav šut koristi se najviše kod slobodnih bacanja. Skok-šut, pak, izvodi se prilikom skoka, najčešće u trenutku kada je šuter između skoka i pada, dakle, u trenutku mirovanja. To omogućuje daleko veći domet šuta i nadskok braniča koji pokušava blokirati šut. Lopta se mora ispustiti iz ruke (nije obavezno pucati, već se može i dodati) prije ponovnog dodira stopala i poda. U protivnom sude se koraci i momčad gubi posjed lopte.
Još jedan uobičajeni šut naziva se polaganje. Ovaj šut zahtijeva od igrača malu udaljenost između koša i samog igrača, a šut uključuje skok i lagano ispuštanje lopte od table u koš. Verzija polaganja koja ne uključuje dodir lopte s tablom naziva se finger roll. Šut koji najviše zadovoljava publiku je zakucavanje, kod kojega igrač koji ima loptu skače visoko i ispušta loptu prema dolje rukom dodirujući obruč nakon što lopta uđe kroz obruč. Potpuno promašeni šut kod kojega lopta ne dira niti tablu niti obruč naziva se air ball.

### Dodavanje
Dodavanje je metoda pomicanja lopte između igrača. Kada igrač ima loptu u posjedu i želi je dodati, gotovo uvijek će napraviti korak naprijed u svrhu povećavanja snage i preciznosti dodavanja prema suigraču.
Dodavanje s mjesta naziva se dodavanje s prsa. Lopta se dodaje izravno s prsa dodavača prema prsima suigrača koji prima loptu. Dobro izvedeno dodavanje s prsa uključuje pomak palca na objema rukama u svrhu povećavanja brzine lopte i onemogućavanje obrambenim igračima da ukradu loptu.
Još jedan način dodavanja je dodavanje od poda. Kod ovakvoga dodavanja lopta se upućuje iz ruku dodavača, te na dvije trećine puta prema suigraču odskoči od poda. Lopta koja odskoči od poda putuje sporije od dodavanja s prsa, no obrani je teže presjeći i ukrasti loptu zbog nepredvidljivije putanje i činjenice što je namjerno udaranje lopte prekršaj i gubitak posjeda nad loptom. Upravo radi toga igrači koji napadaju koriste dodavanje od poda.
Lopta se može dodati preko braniča. Tada se lopta ispušta iz ruke dodavača u trenutku kada mu je ruka kojom dodaje iznad glave.
Lopta se može dodati odmah nakon skoka. To se naziva outlet pass, a kod toga dodavanja igrač odmah nakon što primi loptu dodaje ju suigraču.
Najvažniji aspekt bilo kojega dodavanja nemogućnost je presijecanja od strane obrane. Dobri dodavači unaprijed znaju u kojoj će poziciji biti njihov suigrač kojem će dodati loptu, a osim toga, imaju veliku preciznost i brzinu dodavanja. Ovakvi dodavači znaju dodati loptu i bez gledanja prema suigraču

### Dribling
Dribling je čin u košarci kojim se lopta stalno odbija od poda, što je obavezno ako igrač želi napredovati s loptom u posjedu. Prilikom driblanja igrači guraju loptu prema podu i izbjegavaju nježno bacanje, što otežava braničima krađu lopte, a igraču koji vodi loptu omogućava veću kontrolu. Kada igrač dribla pored protivnika mora imati moć driblanja objema rukama, jer će u protivnom protivnik lakše ukrasti loptu. Dobri dribleri driblaju nisko nastojeći skratiti put lopte od ruke do poda, također u svrhu onemogućavanja protivnika da ukrade loptu. 
Nadalje, dobri dribleri često driblaju iza svojih leđa, kroz noge i mijenjaju ruku kojom driblaju na način da zbune protivnika i potencijalno, na sramotu braniča, zbune ga toliko da on padne (ankle breaker). Nadareni igrač dribla bez gledanja. To omogućuje dribleru prodor prema košu, posvećivanje pažnje suigračima i eventualno dodavanje lopte, te bolju kontrolu nad pokretima protivnika koji mu, podrazumijeva se, stalno pokušava ukrasti loptu.

### Visina igrača
Na profesionalnoj razini košarke, većina igrača je viša od 1.90 m, a većina žena je viša od 1.75 m. Za razigravače i šutere, za koje je koordinacija pokreta od presudne važnosti, poželjno je da budu niski ili barem niži od protivnika. Gotovo svi centri (uključujući i krilne centre) u svim profesionalnim ligama viši su od dva metra, dok pravi centri u pravilu nisu niži od 2.10 m. Najviši igrači u NBA, Manute Bol i Gheorghe Muresan, bili su visoki 2.31 m. Trenutačno je u NBA najviši Tacko Fall, koji je visok točno 2.29 m.
Najniži igrač u NBA ikad bio je Mugsy Bouges sa samo 1.60 m. Bilo je još niskih igrača u NBA, kao naprimjer Spud Webb, koji ima samo 1.70 m. No, ono što njega čini posebnim je mogućnost skoka u visinu od 1.07 metara, što mu omogućuje zakucavanje. Trenutačno najniži igrač u NBA je Earl Boykins. Dok je niskim igračima mana što ne mogu blokirati šut protivnika, od presudne su važnosti u napadu, gdje njihova pokretljivost i mogućnost probijanja prema košu omogućuje momčadi nekoliko laganih koševa po utakmici.

## Vrste košarke
Razne vrste košarke aktivnosti su čija je osnova košarka. U tim vrstama košarke koriste se uobičajene košarkaške sposobnosti i potezi, kao i oprema, koja se primarno sastoji od lopte i koša. Neke vrste oslanjaju se gotovo u potpunosti na pravila košarke, dok neke druge imaju sasvim drugačija pravila. Ipak, najviše vrsti košarke igra se bez sudaca i strogih pravila.
Najuobičajenija vrsta košarke je ona u kojoj se igra na samo jednoj polovici terena. Koristi se samo jedan koš, a kada se promijeni posjed lopte, lopta mora biti izvedena izvan luka od 6.25 m (međunarodna košarka) ili 7.24 m (NBA). Ovakva košarka zahtijeva manje kardiovaskularne izdržljivosti i kondicije, jer igrači ne moraju stalno trčati na dvije polovice terena. Također, kada se igra košarka na samo jednoj polovici terena, to omogućuje nekim drugim igračima igranje na suprotnom košu, što je idealno za druge igrače koji žele igrati.
Popularna verzija košarke na pola terena je do 21. Šutevi unutar luka koji inače vrijede dva poena vrijede jedan poen, a trica vrijedi dva poena. Igrač koji zabije koš u rjeđim i dužim verzijama dobiva tri slobodna bacanja koja, ako se sva tri ubace, vrijede dodatni poen. Ako igrač promaši koš, a protivnik ubaci loptu u koš dok lopta još nije dodirnula pod, igraču koji je prvotno promašio oduzimaju se svi poeni. Izuzetak je ako je igrač koji je promašio imao 15 ili više poena; tada se poeni vraćaju na 15. Igrač koji prije dođe do 21 je pobjednik, a ako igrač s 20 dođe na 22, poeni mu se vraćaju na 15.
Ostale vrste uključuju streetball (ulična košarka) i jedan na jedan (one-on-one). Tada se obično igra na samo četvrtini terena u jedan koš. Takva vrsta košarke tjera igrače na driblinge i spektakularne poteze, kao i na više momčadske igre. Sve ove vrste košarke mogu se igrati na parketu (u dvorani), no češća je igra na asfaltnom podu izvan dvorane.
Basket 3 na 3 (3x3 košarka) je vrsta koja se razvila iz streetball-a.
Postoji i košarka u vodi, mješavina vaterpola i košarke.
Varijanta za invalide je košarka u kolicima.

## Poveznice
- Košarka na Olimpijskim igrama
- Svjetska košarkaška prvenstva
- Europska košarkaška prvenstva
- Svjetska prvenstva u košarci za žene
- Europska košarkaška prvenstva za žene
- Južnoamerička košarkaška prvenstva

- Netball, sličan šport
- Korfball, sličan šport
- Slamball, sličan šport

## Vanjske poveznice
- NBACro.com - Hrvatski portal o NBA košarci  Arhivirana inačica izvorne stranice od 4. prosinca 2012. (Wayback Machine)
- Crosarka.com - Hrvatski košarkaški portal  Arhivirana inačica izvorne stranice od 3. svibnja 2015. (Wayback Machine)
- Basketball.hr - Hrvatska košarka
- portal Kosarka.hr - sve o košarci  Arhivirana inačica izvorne stranice od 24. listopada 2010. (Wayback Machine)
- HR košarka  Arhivirana inačica izvorne stranice od 8. rujna 2019. (Wayback Machine)
- NBA - Sjevernoamerička profesionalna liga (engl.)
- FIBA - službene stranice  Arhivirana inačica izvorne stranice od 4. studenoga 1996. (Wayback Machine) (engl.)